# 省エネルギーセンター
一般財団法人省エネルギーセンター（しょうエネルギーセンター、英: Energy Conservation Center, Japan、略称: ECCJ）は、省エネ推進等の受託事業、エネルギー管理士試験などを実施する法人。以前は経済産業省資源エネルギー庁所管の財団法人であったが、2012年、公益法人制度改革に伴い一般財団法人へ移行した。

## 事業
- エネルギー管理試験講習センター（試験部）：エネルギー管理士試験を行う。
- エネルギー管理試験講習センター（講習部）：エネルギー管理員講習を行う。
- エネルギー管理功績者表彰：1980年（昭和55年）から
- エネルギー管理功労者表彰：1993年（平成5年）から

### 省エネ大賞
エネルギーを消費する民生用の機器、機器を成す部品、資材およびエネルギー利用システムにおいて優れた省エネルギー性を発揮するものを表彰し授与される各賞の総称。1990年（平成2年）度から始まり毎年度ほぼ20件前後の機器やシステムが、経済産業大臣賞、資源エネルギー庁長官賞、中小企業庁長官賞、省エネルギーセンター会長賞などを授与する。受賞した企業・法人はそれらの機器の宣伝や広報で省エネルギー性をアピールすることがある。
受賞した機器には「省エネ大賞受賞マーク」を付けることができる。省エネルギー性を発揮する機器やシステムを新たに研究開発し製品化した企業などは自ら応募し、審査を経て表彰される。これらの機器やシステムを消費者や社会が広く利用することによって二酸化炭素など温室効果ガスの排出量削減が行えるとされる。
当初は家庭用と業務用部門の2つの部門を対象としたが、第12回2001年（平成13年）度から自動車部門が加わり3つの部門から賞は選ばれている。
省エネ大賞は英語で「Energy Conservation Grand Prize」と名付けられる。2009年（平成21年）年度は9件の受賞があった。
2010年（平成22年）5月20日の行政刷新会議が行った公益法人の事業仕分けでこの賞の「省エネルギー関係表彰実施事業」は「新エネ大賞」表彰実施事業とともに廃止すべきと仕分けされた。